# Montbazin
Montbazin [mɔ̃.ba.zɛ̃] (en occitan Montbasin [mun.βa.'zin]) est une commune française située dans l'est du département de l'Hérault en région Occitanie.
Exposée à un climat méditerranéen, elle est drainée par la Vène, le ruisseau de la Billière, le ruisseau des Combes, le ruisseau des Oulettes et par un autre cours d'eau. La commune possède un patrimoine naturel remarquable : deux sites Natura 2000 (la « montagne de la Moure et Causse d'Aumelas » et la « plaine de Fabrègues-Poussan ») et cinq zones naturelles d'intérêt écologique, faunistique et floristique.
Montbazin est une commune urbaine qui compte 2 903 habitants en 2022, après avoir connu une forte hausse de la population depuis 1962. Elle est dans l'agglomération de Sète et fait partie de l'aire d'attraction de Montpellier. Ses habitants sont appelés les Montbazinois ou  Montbazinoises.
La commune est rattachée à l'Unité urbaine de Sète et elle est adhérente à la communauté d'agglomération Sète Agglopôle Méditerranée au 1er janvier 2017 après avoir été adhérente à la communauté de communes du Nord du Bassin de Thau.

## Géographie

### Situation et description
Le village est situé sur le tracé de la Via Domitia, voie romaine créée vers 120 av. J.-C., à l'emplacement de l'antique vicus de Forum Domitii, bourg-étape entre ceux de Sextantio (actuellement Castelnau-le-Lez près de Montpellier) et de Cessero (actuellement Saint-Thibéry, au franchissement de la rivière Hérault) et, plus globalement entre Nemausus (Nîmes) et Beterrae (Béziers), les plus proches agglomérations antiques du secteur.
Montbazin est distante de Montpellier de 20 km et de Sète de 18 km.

### Communes limitrophes
| Villeveyrac | Aumelas   | Cournonterral |
| Poussan     | Montbazin | Cournonsec    |
|             | Gigean    |               |

### Climat
Pour des articles plus généraux, voir Climat de l'Occitanie et Climat de l'Hérault.
En 2010, le climat de la commune est de type climat méditerranéen franc, selon une étude s'appuyant sur une série de données couvrant la période 1971-2000. En 2020, Météo-France publie une typologie des climats de la France métropolitaine dans laquelle la commune est exposée à un climat méditerranéen et est dans la région climatique Provence, Languedoc-Roussillon, caractérisée par une pluviométrie faible en été, un très bon ensoleillement (2 600 h/an), un été chaud (21,5 °C), un air très sec en été, sec en toutes saisons, des vents forts (fréquence de 40 à 50 % de vents > 5 m/s) et peu de brouillards.
Pour la période 1971-2000, la température annuelle moyenne est de 15 °C, avec une amplitude thermique annuelle de 16,1 °C. Le cumul annuel moyen de précipitations est de 756 mm, avec 6,6 jours de précipitations en janvier et 2,5 jours en juillet. Pour la période 1991-2020, la température moyenne annuelle observée sur la station météorologique la plus proche, située sur la commune de Sète à 12 km à vol d'oiseau, est de 15,9 °C et le cumul annuel moyen de précipitations est de 543,4 mm,. Pour l'avenir, les paramètres climatiques de la commune estimés pour 2050 selon différents scénarios d'émission de gaz à effet de serre sont consultables sur un site dédié publié par Météo-France en novembre 2022.

### Hydrographie
Le village est traversé par la Vène, modeste rivière côtière qui se jette dans l'étang de Thau à quelques kilomètres du bourg.

### Voies de communication
Le territoire de la commune est situé hors des grands axes de circulation. La gare ferroviaire la plus proche est la gare de Sète, desservie par le TGV, des trains de grandes lignes et des trains régionaux du réseau TER Occitanie.

### Milieux naturels et biodiversité

#### Réseau Natura 2000

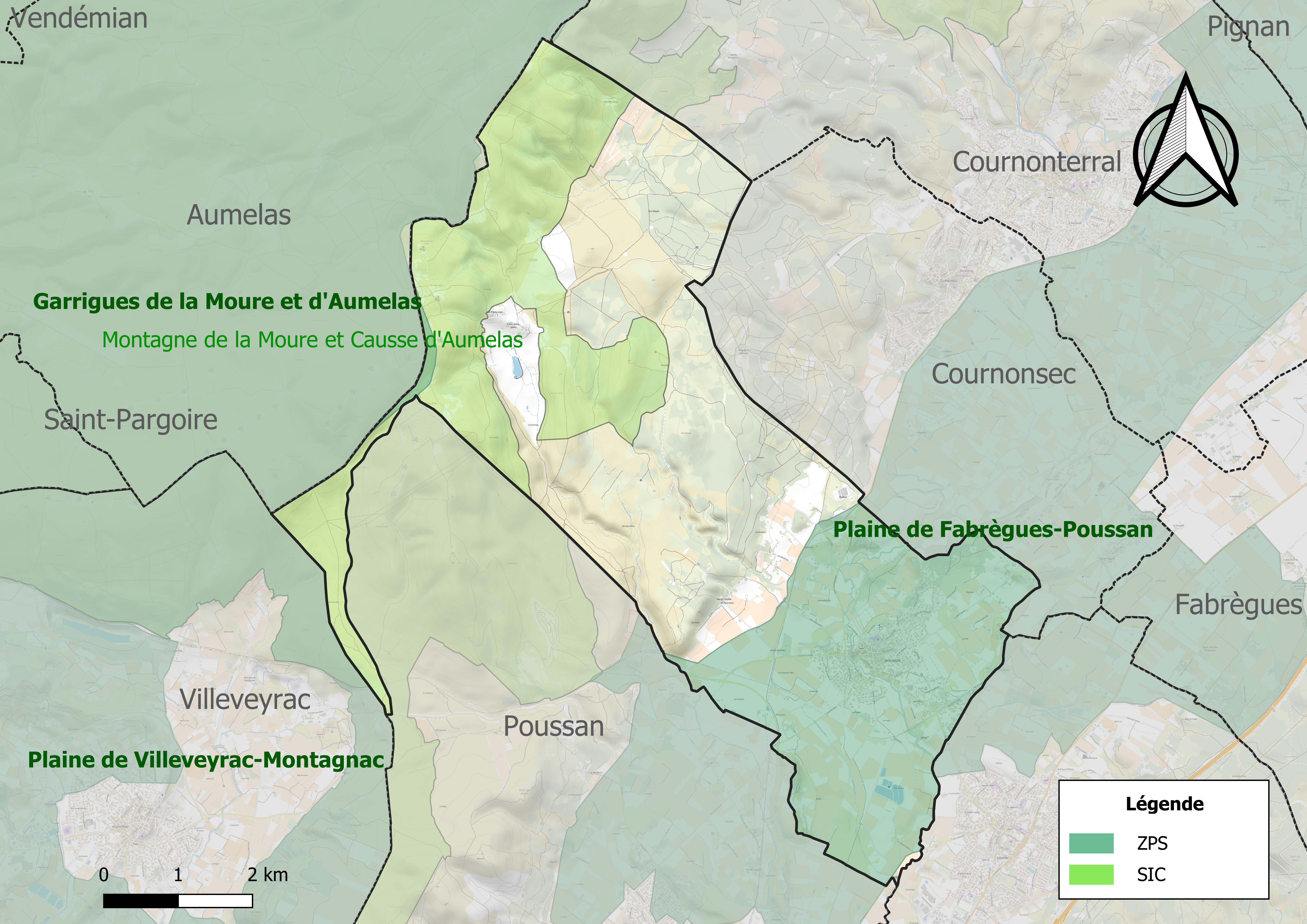
Site Natura 2000 sur le territoire communal.

Le réseau Natura 2000 est un réseau écologique européen de sites naturels d'intérêt écologique élaboré à partir des directives habitats et oiseaux, constitué de zones spéciales de conservation (ZSC) et de zones de protection spéciale (ZPS).
Un site Natura 2000 a été défini sur la commune au titre de la directive habitats :
- la « montagne de la Moure et Causse d'Aumelas », d'une superficie de 10 694 ha, présentant sur 20 % de son territoire un couvert de pelouses méditerranéennes à brachypode rameux (Brachypodium ramosum) bien entretenues grâce à une pratique pastorale encore très fréquente. Des landes, broussailles, recrus, maquis et garrigues et phrygana couvrent 45 %, et des forêts sempervirentes non-résineuses (chênaie verte et blanche avec de grands houx arborescents) pour 25 %. Sept espèces de chauve-souris, dont 3 d'intérêt communautaire, présentes sur le site[9]

et un au titre de la directive oiseaux : 
- la « plaine de Fabrègues-Poussan », d'une superficie de 3 288 ha, favorable à de nombreuses espèces d'oiseaux à forte valeur patrimoniale. Elle accueille notamment l'une des dernières populations languedociennes de la Pie-grièche à poitrine rose qui a fortement régressé en France, le Rollier d'Europe dont la répartition en France est quasiment limitée aux régions Provence-Alpes-Côte-d'Azur et Languedoc-Roussillon et l'Outarde canepetière qui en France est cantonnée aux grandes plaines céréalières du Centre-Ouest et aux plaines méditerranéennes dans le Languedoc et en Provence[10].

#### Zones naturelles d'intérêt écologique, faunistique et floristique
L’inventaire des zones naturelles d'intérêt écologique, faunistique et floristique (ZNIEFF) a pour objectif de réaliser une couverture des zones les plus intéressantes sur le plan écologique, essentiellement dans la perspective d’améliorer la connaissance du patrimoine naturel national et de fournir aux différents décideurs un outil d’aide à la prise en compte de l’environnement dans l’aménagement du territoire.
Trois ZNIEFF de type 1 sont recensées sur la commune :
- le « causse d'Aumelas oriental » (1 596 ha), couvrant 3 communes du département[12] ;
- les « pelouses des Cresses » (50 ha), couvrant 2 communes du département[13],
- la « plaine viticole entre Poussan et Montbazin » (259 ha), couvrant 2 communes du département[14] ;

et deux ZNIEFF de type 2, : 
- le « causse d'Aumelas et montagne de la Moure » (16 237 ha), couvrant 16 communes du département[15] ;
- la « plaine de Fabrègues à Poussan » (3 330 ha), couvrant 8 communes du département[16].

Carte des ZNIEFF de type 1 et 2 à Montbazin.
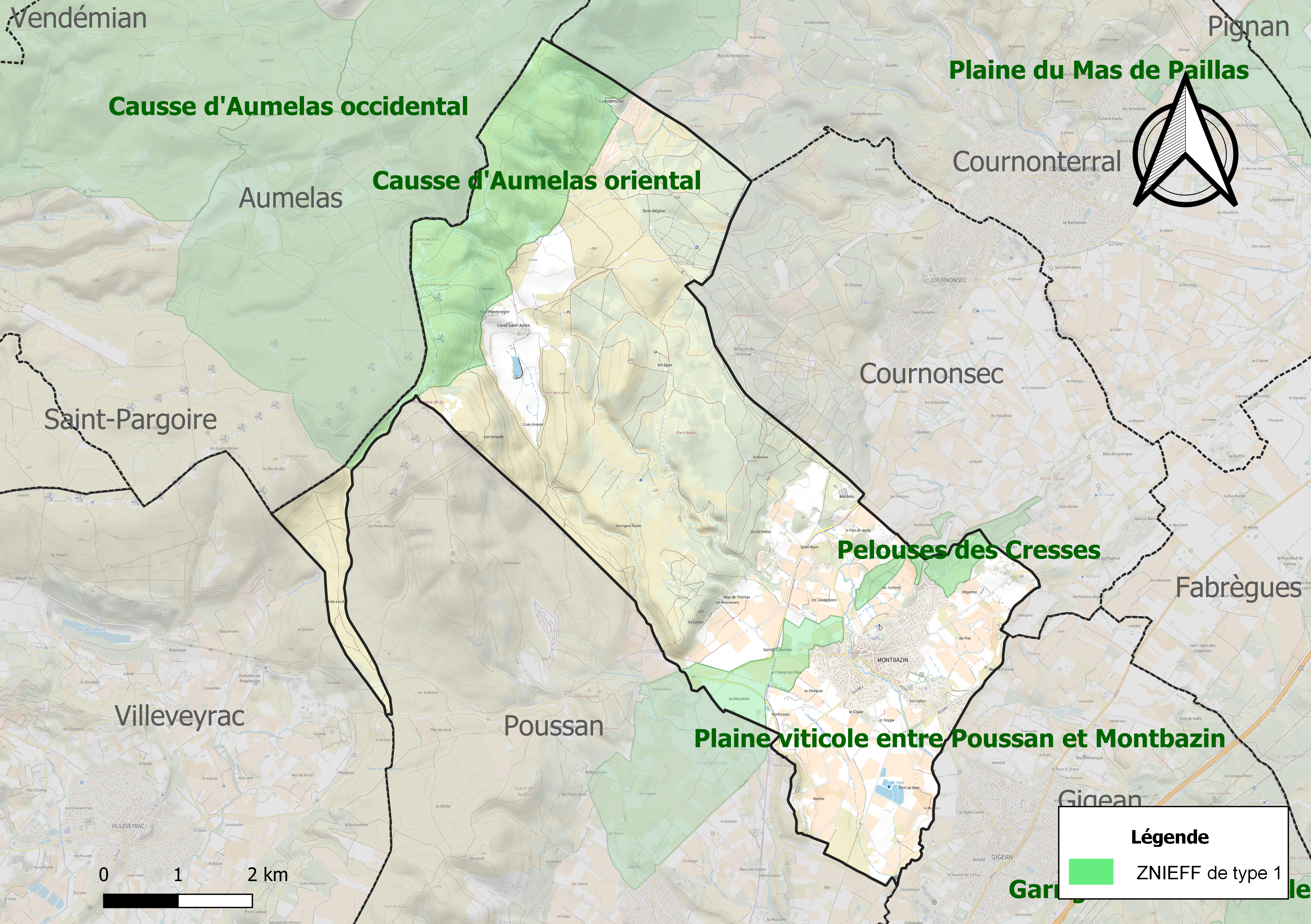
Carte des ZNIEFF de type 1 sur la commune.
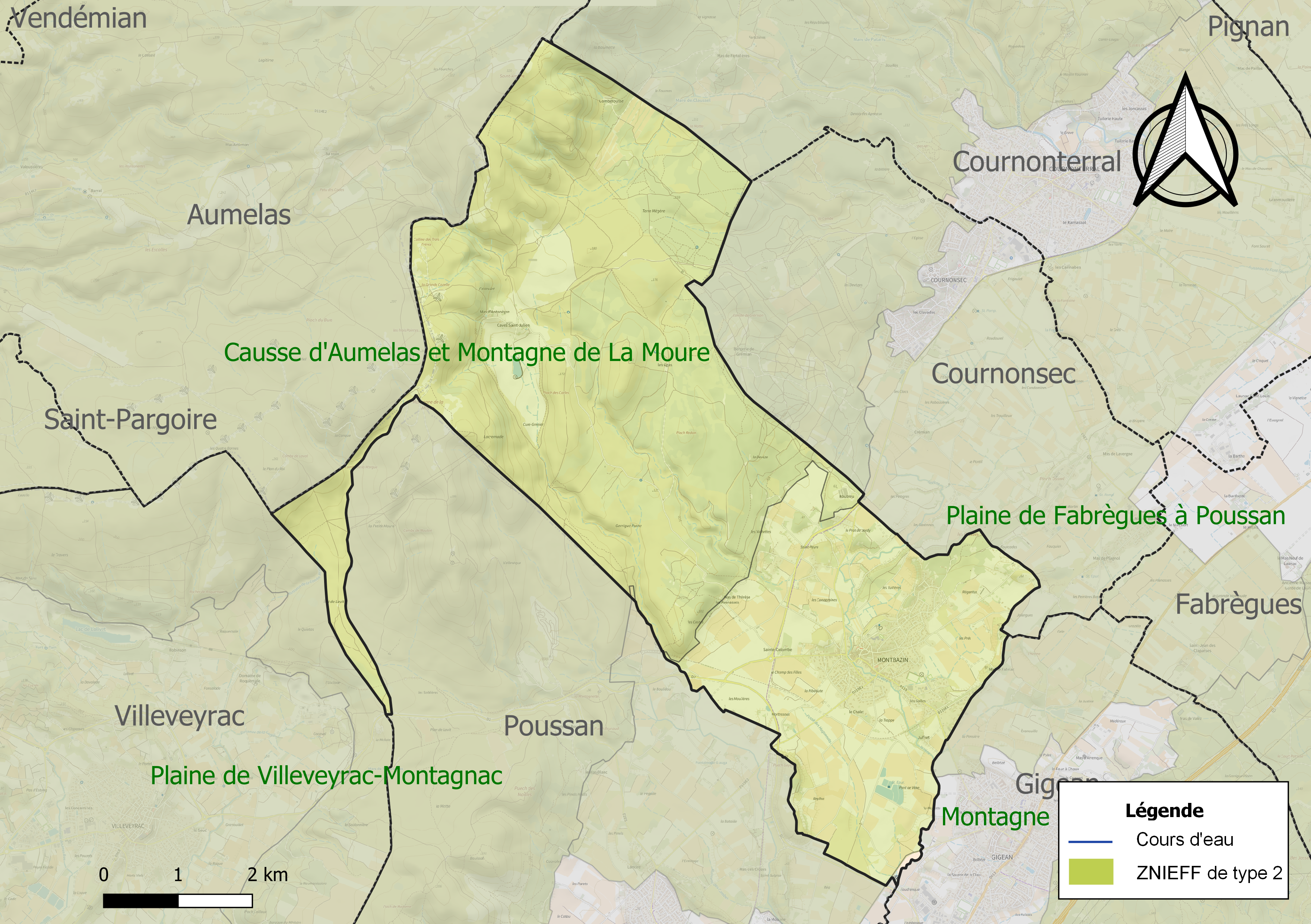
Carte des ZNIEFF de type 2 sur la commune.

## Urbanisme

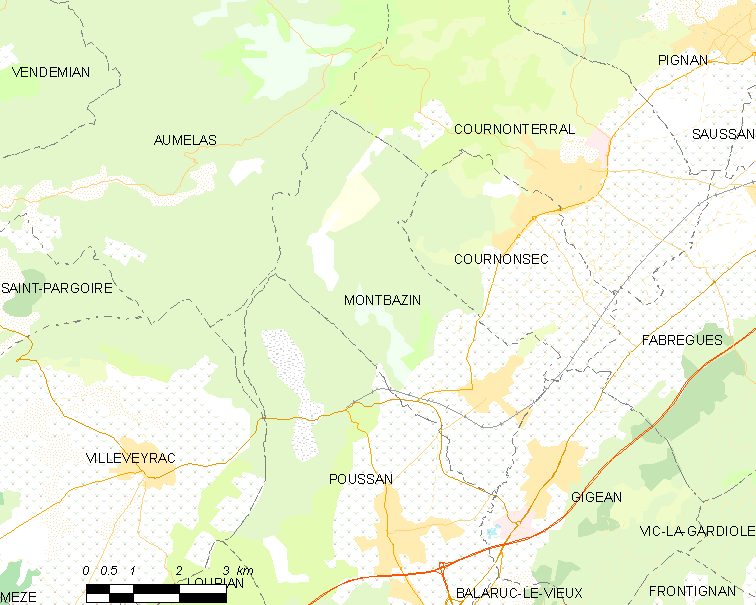
Carte

### Typologie
Au 1er janvier 2024, Montbazin est catégorisée petite ville, selon la nouvelle grille communale de densité à sept niveaux définie par l'Insee en 2022.
Elle appartient à l'unité urbaine de Sète, une agglomération intra-départementale regroupant sept  communes, dont elle est une commune de la banlieue,,. Par ailleurs la commune fait partie de l'aire d'attraction de Montpellier, dont elle est une commune de la couronne,. Cette aire, qui regroupe 161 communes, est catégorisée dans les aires de 700 000 habitants ou plus (hors Paris),.

### Risques naturels

#### Risque sismique
La totalité du territoire de la commune de Montbazin est situé en zone de sismicité no 2 dit « très faible » (sur une échelle de 1 à 5), comme la plupart des communes de son secteur géographique, à l'exception notable de la plupart des communes situées dans l'agglomération de Montpellier, en zone 1.
| Type de zone | Niveau           | Définitions (bâtiment à risque normal) |
| ------------ | ---------------- | -------------------------------------- |
| Zone 2       | Sismicité faible | accélération = 0,84 m/s2               |

### Occupation des sols
L'occupation des sols de la commune, telle qu'elle ressort de la base de données européenne d’occupation biophysique des sols Corine Land Cover (CLC), est marquée par l'importance des forêts et milieux semi-naturels (61,1 % en 2018), une proportion sensiblement équivalente à celle de 1990 (61,6 %). La répartition détaillée en 2018 est la suivante : 
milieux à végétation arbustive et/ou herbacée (55,9 %), cultures permanentes (24,3 %), zones agricoles hétérogènes (8,2 %), zones urbanisées (4,6 %), espaces ouverts, sans ou avec peu de végétation (3,4 %), terres arables (1,8 %), forêts (1,8 %). L'évolution de l’occupation des sols de la commune et de ses infrastructures peut être observée sur les différentes représentations cartographiques du territoire : la carte de Cassini (XVIIIe siècle), la carte d'état-major (1820-1866) et les cartes ou photos aériennes de l'IGN pour la période actuelle (1950 à aujourd'hui).

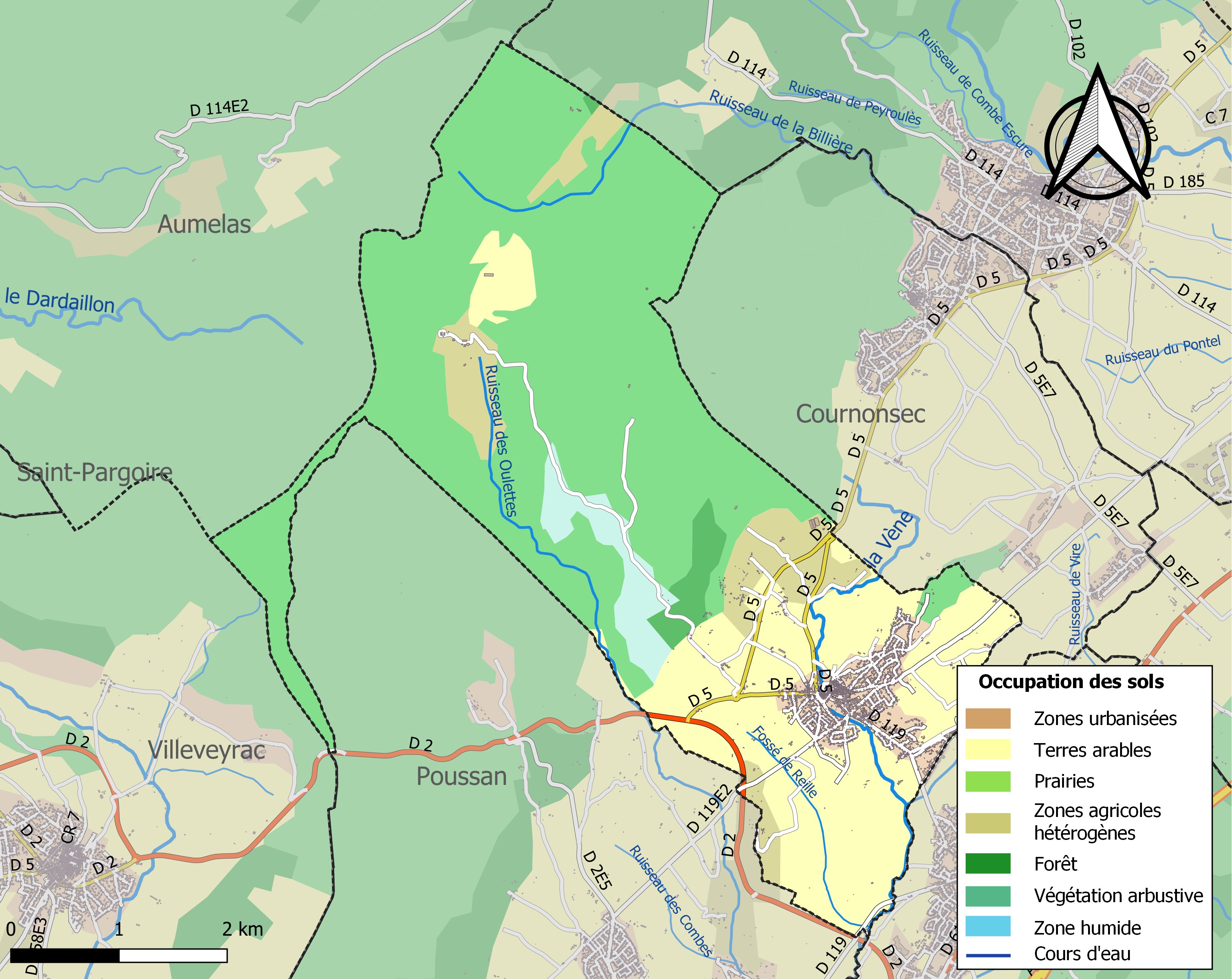
Carte des infrastructures et de l'occupation des sols de la commune en 2018 (CLC).

## Toponymie
Montbazin est transcrit Monbasen et Monbasenc en 1113. Selon J. Astor, ce nom, de même que celui de Montbazens dans l'Aveyron, est forgé sur Basinus, nom de personne gallo-romaine.

## Histoire
Lors de la Révolution française, les citoyens de la commune se réunissent au sein de la société révolutionnaire, baptisée « société populaire » en l’an II.

## Politique et administration

### Scrutins locaux et nationaux
| Scrutin             | Scrutin             | 1er tour | 1er tour    | 1er tour | 1er tour | 1er tour  | 1er tour | 1er tour | 1er tour   | 1er tour | 1er tour | 1er tour   | 1er tour | 2d tour | 2d tour | 2d tour | 2d tour | 2d tour | 2d tour |
| Scrutin             | Scrutin             | 1er      | 1er         | %        | 2e       | 2e        | %        | 3e       | 3e         | %        | 4e       | 4e         | %        | 1er     | 1er     | %       | 2e      | 2e      | %       |
| ------------------- | ------------------- | -------- | ----------- | -------- | -------- | --------- | -------- | -------- | ---------- | -------- | -------- | ---------- | -------- | ------- | ------- | ------- | ------- | ------- | ------- |
| Présidentielle 2017 | Présidentielle 2017 |          | FN          | 33,93    |          | LFI       | 21,66    |          | EM         | 18,58    |          | LR         | 13,02    |         | FN      | 50,75   |         | EM      | 49,25   |
| Présidentielle 2022 | Présidentielle 2022 |          | RN          | 31,14    |          | LREM      | 21,23    |          | LFI        | 20,28    |          | REC        | 9,42     |         | RN      | 55,47   |         | LREM    | 44,53   |
| Législatives 2022   | 4e                  |          | LFI (NUPES) | 27,51    |          | RN        | 27,12    |          | LREM (ENS) | 19,22    |          | PS (diss.) | 8,00     |         | RN      | 50,16   |         | LFI     | 49,84   |
| Législatives 2024   | 4e                  |          | RN          | 49,29    |          | LFI (NFP) | 28,63    |          | HOR (ENS)  | 19,26    |          | REC        | 1,93     |         | RN      | 58,53   |         | LFI     | 41,47   |

### Liste des maires
| Période   | Période   | Identité                | Étiquette | Qualité         |
| --------- | --------- | ----------------------- | --------- | --------------- |
| 1788      | 1790      | Joseph Roussel          |           |                 |
| 1791      | 1795      | André Arnaud            |           |                 |
| 1795      | 1808      | Joseph-François Jean    |           |                 |
| 1808      | 1816      | Jacques Roussel         |           |                 |
| 1816      | 1829      | Paul At. Valesque       |           |                 |
| 1829      | 1830      | Pierre-François Jean    |           |                 |
| 1830      | 1835      | Jean-François Donnadieu |           |                 |
| 1835      | 1843      | François-Xavier Roussel |           |                 |
| 1843      | 1848      | François Barthes        |           |                 |
| 1848      | 1849      | Etienne Gelly           |           |                 |
| 1849      | 1853      | Philippe Aubapan        |           |                 |
| 1853      | 1858      | Léopold Poulalion       |           |                 |
| 1858      | 1863      | Jean-Paul Brun          |           |                 |
| 1863      | 1870      | Jules Donnadieu         |           |                 |
| 1870      | 1870      | Antonin Valesque        |           |                 |
| 1870      | 1874      | Jules Gélibert          |           |                 |
| 1874      | 1878      | Augustin Vialette       |           |                 |
| 1878      | 1884      | Antonin Valesque        |           |                 |
| 1884      | 1887      | Camille Gelly           |           |                 |
| 1887      | 1888      | François Delfaud        |           |                 |
| 1888      | 1896      | Jean-Jacques Estanié    |           |                 |
| 1896      | 1898      | Paulin Charles          |           |                 |
| 1898      | 1904      | Antoine Domergue        |           |                 |
| 1904      | 1923      | Hippolyte Arnaud        |           |                 |
| 1923      | 1923      | Bayle                   |           |                 |
| 1923      | 1944      | Albert David            |           |                 |
| 1944      | 1959      | Henri Domergue          |           |                 |
| 1959      | 1971      | Gaston Aldebert         |           |                 |
| 1971      | 1995      | Jean-Louis Coustol      |           | Maire Honoraire |
| 1995      | 2001      | Lucien Labit            |           |                 |
| 2001      | mars 2006 | Jean-Marc Baillon       |           |                 |
| mars 2006 | mai 2020  | Laure Tondon            | app. PS   | Cadre           |
| mai 2020  | En cours  | Josian Ribes            | SE        |                 |

### Jumelages
Montbazin est jumelé depuis 2013 avec Cavaglià (Italie). 

## Population et société

### Démographie
Au dernier recensement, la commune comptait 2903 habitants.
| 1793 | 1800 | 1806 | 1821 | 1831 | 1836 | 1841 | 1846 | 1851 |
| ---- | ---- | ---- | ---- | ---- | ---- | ---- | ---- | ---- |
| 660  | 650  | 738  | 807  | 865  | 880  | 931  | 924  | 905  |

| 1856 | 1861  | 1866  | 1872  | 1876  | 1881 | 1886 | 1891  | 1896  |
| ---- | ----- | ----- | ----- | ----- | ---- | ---- | ----- | ----- |
| 939  | 1 089 | 1 140 | 1 145 | 1 163 | 934  | 961  | 1 141 | 1 129 |

| 1901  | 1906  | 1911  | 1921  | 1926  | 1931  | 1936  | 1946 | 1954  |
| ----- | ----- | ----- | ----- | ----- | ----- | ----- | ---- | ----- |
| 1 220 | 1 243 | 1 160 | 1 251 | 1 120 | 1 103 | 1 011 | 814  | 1 031 |

| 1962  | 1968  | 1975  | 1982  | 1990  | 1999  | 2006  | 2008  | 2013  |
| ----- | ----- | ----- | ----- | ----- | ----- | ----- | ----- | ----- |
| 1 012 | 1 041 | 1 109 | 1 377 | 2 062 | 2 214 | 2 711 | 2 846 | 2 937 |

| 2018  | 2022  | - | - | - | - | - | - | - |
| ----- | ----- | - | - | - | - | - | - | - |
| 2 928 | 2 903 | - | - | - | - | - | - | - |

### Enseignement
La commune, rattachée à l'académie de Montpellier, compte deux écoles (premier cycle) : l'école maternelle Julie Daubie et l'école élémentaire Valfanis.

## Économie

### Revenus
En 2018, la commune compte 1 160 ménages fiscaux, regroupant 2 920 personnes. La médiane du revenu disponible par unité de consommation est de 22 280 € (20 330 € dans le département). 49 % des ménages fiscaux sont imposés (45,8 % dans le département).

### Emploi
|                | 2008   | 2013   | 2018  |
| -------------- | ------ | ------ | ----- |
| Commune        | 7,4 %  | 7,9 %  | 8,5 % |
| Département    | 10,1 % | 11,9 % | 12 %  |
| France entière | 8,3 %  | 10 %   | 10 %  |

En 2018, la population âgée de 15 à 64 ans s'élève à 1 820 personnes, parmi lesquelles on compte 74,1 % d'actifs (65,5 % ayant un emploi et 8,5 % de chômeurs) et 25,9 % d'inactifs,. Depuis 2008, le taux de chômage communal (au sens du recensement) des 15-64 ans est inférieur à celui de la France et du département.
La commune fait partie de la couronne de l'aire d'attraction de Montpellier, du fait qu'au moins 15 % des actifs travaillent dans le pôle,. Elle compte 320 emplois en 2018, contre 381 en 2013 et 326 en 2008. Le nombre d'actifs ayant un emploi résidant dans la commune est de 1 204, soit un indicateur de concentration d'emploi de 26,6 % et un taux d'activité parmi les 15 ans ou plus de 58 %.
Sur ces 1 204 actifs de 15 ans ou plus ayant un emploi, 182 travaillent dans la commune, soit 15 % des habitants. Pour se rendre au travail, 89,7 % des habitants utilisent un véhicule personnel ou de fonction à quatre roues, 2,3 % les transports en commun, 4,5 % s'y rendent en deux-roues, à vélo ou à pied et 3,6 % n'ont pas besoin de transport (travail au domicile).

### Activités hors agriculture

#### Secteurs d'activités
273 établissements sont implantés  à Montbazin au 31 décembre 2019. Le tableau ci-dessous en détaille le nombre par secteur d'activité et compare les ratios avec ceux du département,.
| Secteur d'activité                                                                                        | Commune | Commune | Département |
| Secteur d'activité                                                                                        | Nombre  | %       | %           |
| --- | ------- | ------- | ----------- |
| Ensemble                                                                                                  | 273     | 100 %   | (100 %)     |
| Industrie manufacturière, industries extractives et autres                                                | 13      | 4,8 %   | (6,7 %)     |
| Construction                                                                                              | 71      | 26 %    | (14,1 %)    |
| Commerce de gros et de détail, transports, hébergement et restauration                                    | 44      | 16,1 %  | (28 %)      |
| Information et communication                                                                              | 6       | 2,2 %   | (3,3 %)     |
| Activités financières et d'assurance                                                                      | 9       | 3,3 %   | (3,2 %)     |
| Activités immobilières                                                                                    | 7       | 2,6 %   | (5,3 %)     |
| Activités spécialisées, scientifiques et techniques et activités de services administratifs et de soutien | 47      | 17,2 %  | (17,1 %)    |
| Administration publique, enseignement, santé humaine et action sociale                                    | 53      | 19,4 %  | (14,2 %)    |
| Autres activités de services                                                                              | 23      | 8,4 %   | (8,1 %)     |

Le secteur de la construction est prépondérant sur la commune puisqu'il représente 26 % du nombre total d'établissements de la commune (71 sur les 273 entreprises implantées  à Montbazin), contre 14,1 % au niveau départemental.

#### Entreprises et commerces
Les cinq entreprises ayant leur siège social sur le territoire communal qui génèrent le plus de chiffre d'affaires en 2020 sont : 
- Djess 7, commerce de détail d'habillement en magasin spécialisé (161 k€)
- L'atelier Du Binaire, réparation d'ordinateurs et d'équipements périphériques (92 k€)
- Titi Loc TP, travaux de terrassement courants et travaux préparatoires (88 k€)
- EURL G Metral, travaux d'installation électrique dans tous locaux (73 k€)
- Coxi, activités des sièges sociaux (64 k€)

### Agriculture
La commune est dans la « Plaine viticole », une petite région agricole occupant la bande côtière du département de l'Hérault. En 2020, l'orientation technico-économique de l'agriculture  sur la commune est la viticulture.
|               | 1988  | 2000 | 2010 | 2020 |
| ------------- | ----- | ---- | ---- | ---- |
| Exploitations | 99    | 53   | 31   | 23   |
| SAU (ha)      | 2 279 | 485  | 361  | 364  |

Le nombre d'exploitations agricoles en activité et ayant leur siège dans la commune est passé de 99 lors du recensement agricole de 1988  à 53 en 2000 puis à 31 en 2010 et enfin à 23 en 2020, soit une baisse de 77 % en 32 ans. Le même mouvement est observé à l'échelle du département qui a perdu pendant cette période 67 % de ses exploitations,. La surface agricole utilisée sur la commune a également diminué, passant de 2279 ha en 1988 à 364 ha en 2020. Parallèlement la surface agricole utilisée moyenne par exploitation a baissé, passant de 23 à 16 ha.

## Culture et patrimoine

### Lieux et monuments

#### L'église romane Saint-Pierre
Classé au titre des Monuments historiques depuis 1964, l'église Saint-Pierre est un édifice d'architecture romane construit aux XIe et XIIe siècles.
Il s'agit de l'ancienne chapelle du château et un passage sous le chœur donnait accès au bâtiment féodal. Elle renferme divers objets gallo-romains et propose différentes manifestations culturelles (peintures, sculptures, concerts…) tout au long de l'année.

#### Les autres bâtiments
- Les colonnades du château du seigneur de Lavergne (ancienne école de fille, actuel bureau de poste).
- L'église Saint-Jean-Baptiste de Montbazin.
- La salle polyvalente Marcelin-Albert.
- Place du Jeu de Ballon.
- Le monument aux morts de la Première Guerre mondiale, inauguré en 1920 et œuvre d'Eugène Brossou[35]

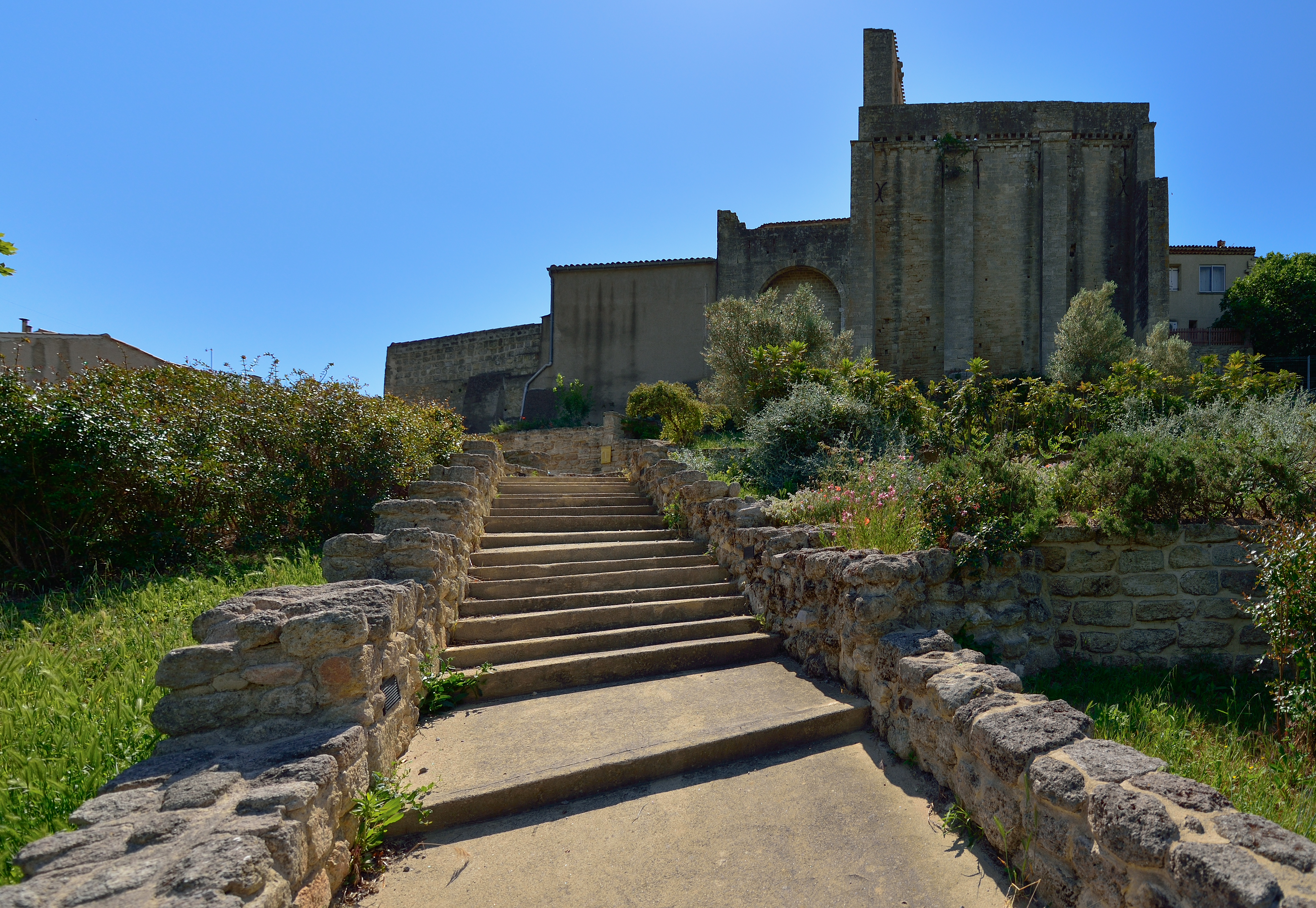
Vue nord-ouest de l'église Saint-Pierre.
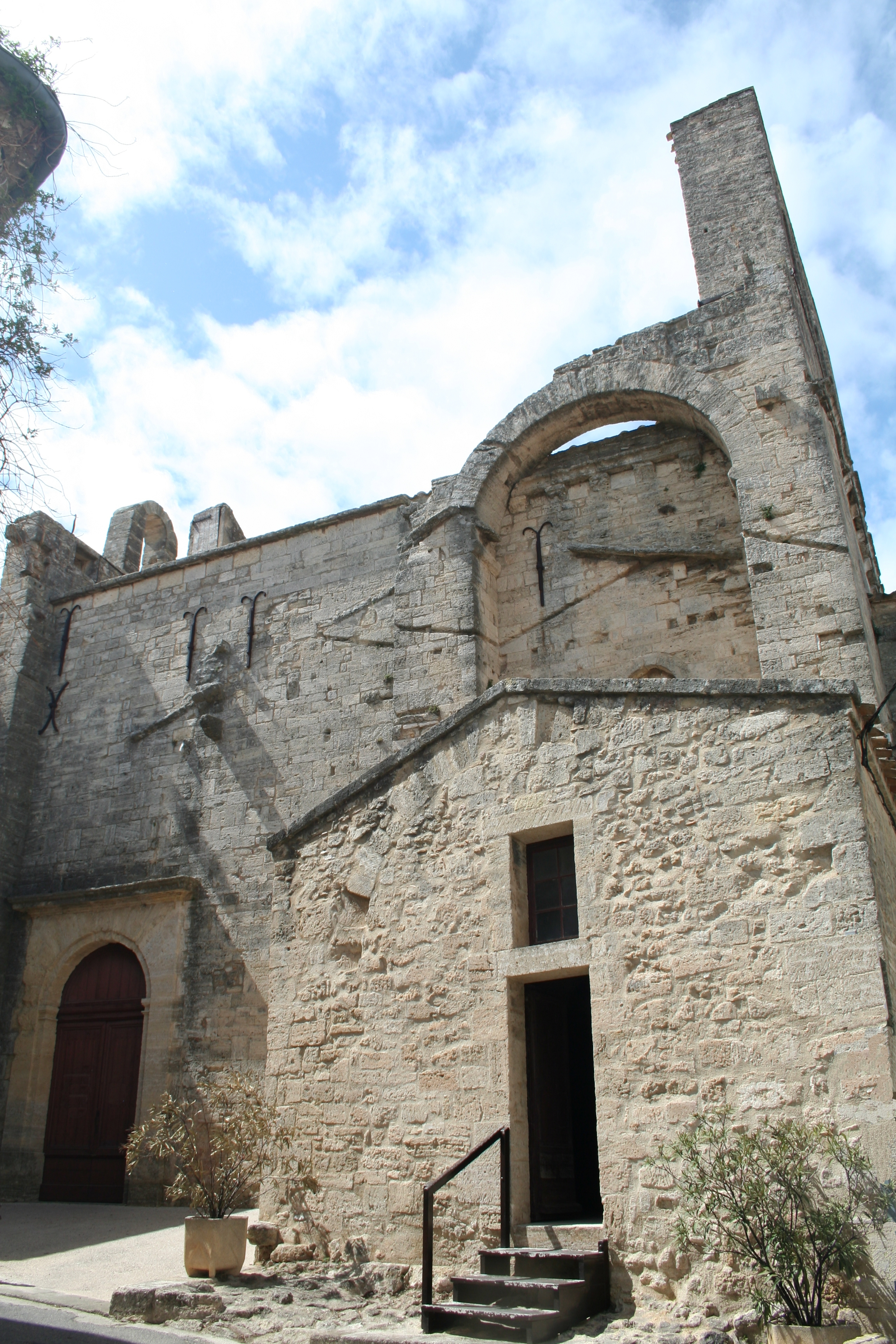
Église Saint-Pierre
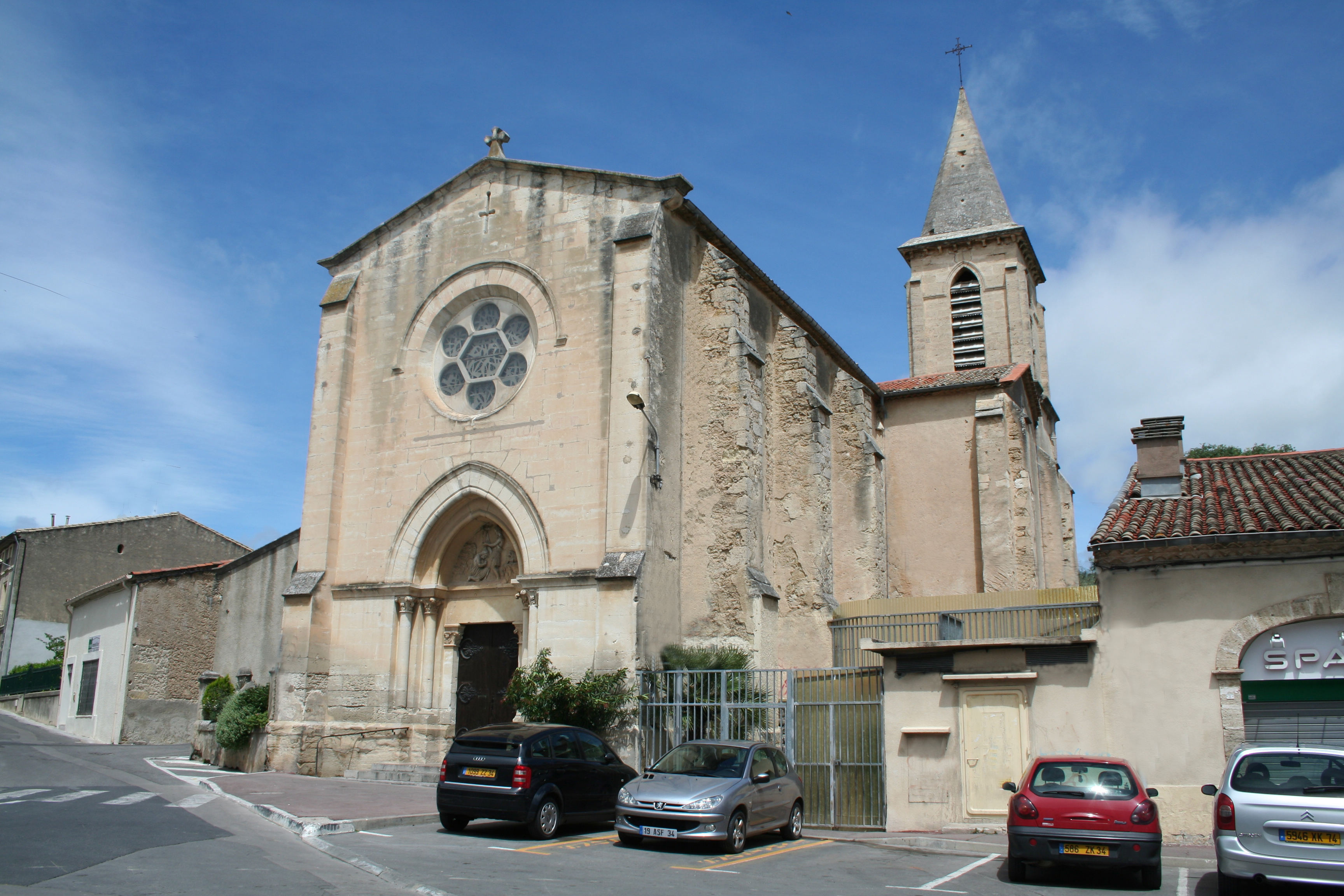
Église de la Nativité-de-Saint-Jean-Baptiste
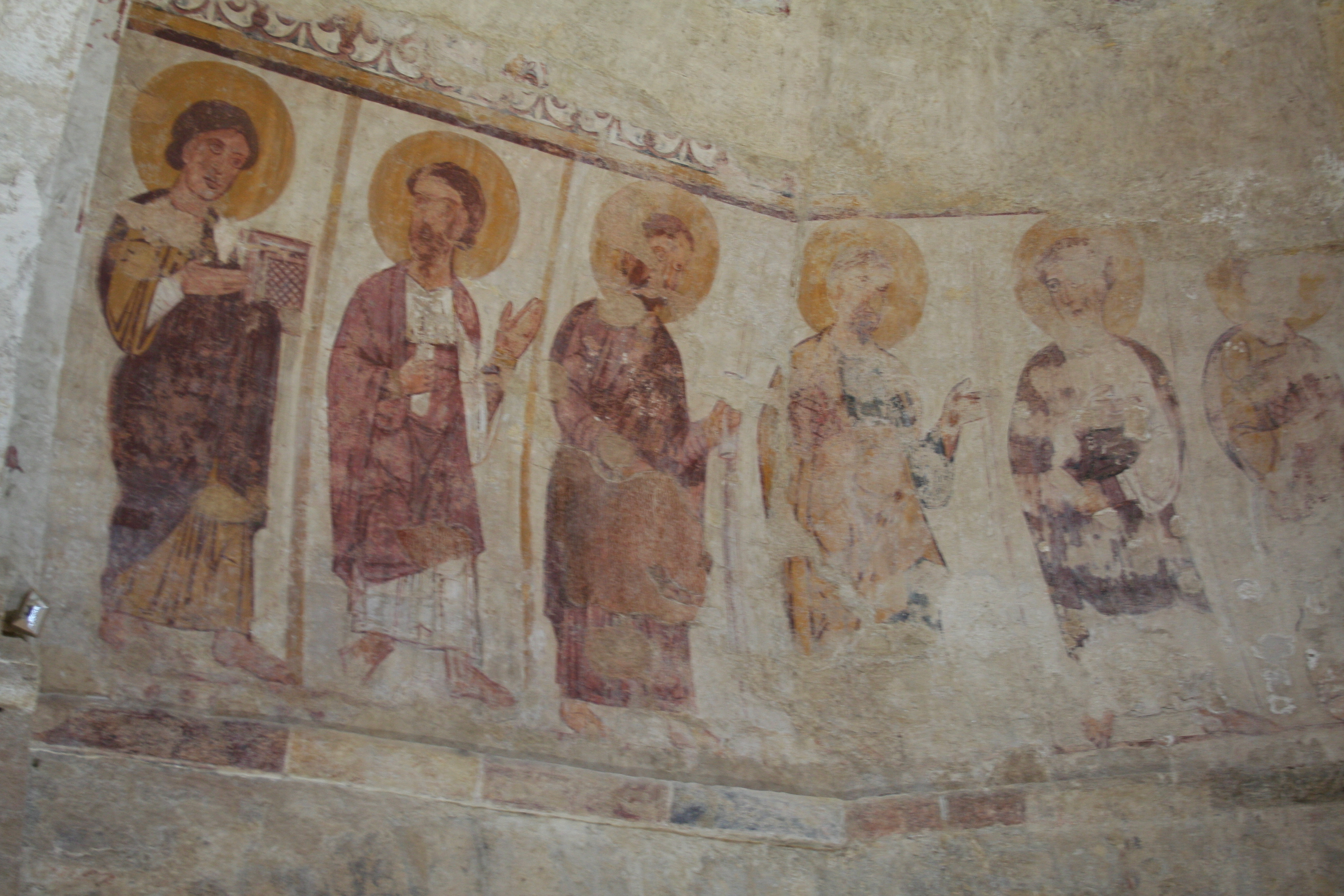
Fresque romane de l'église Saint-Pierre.
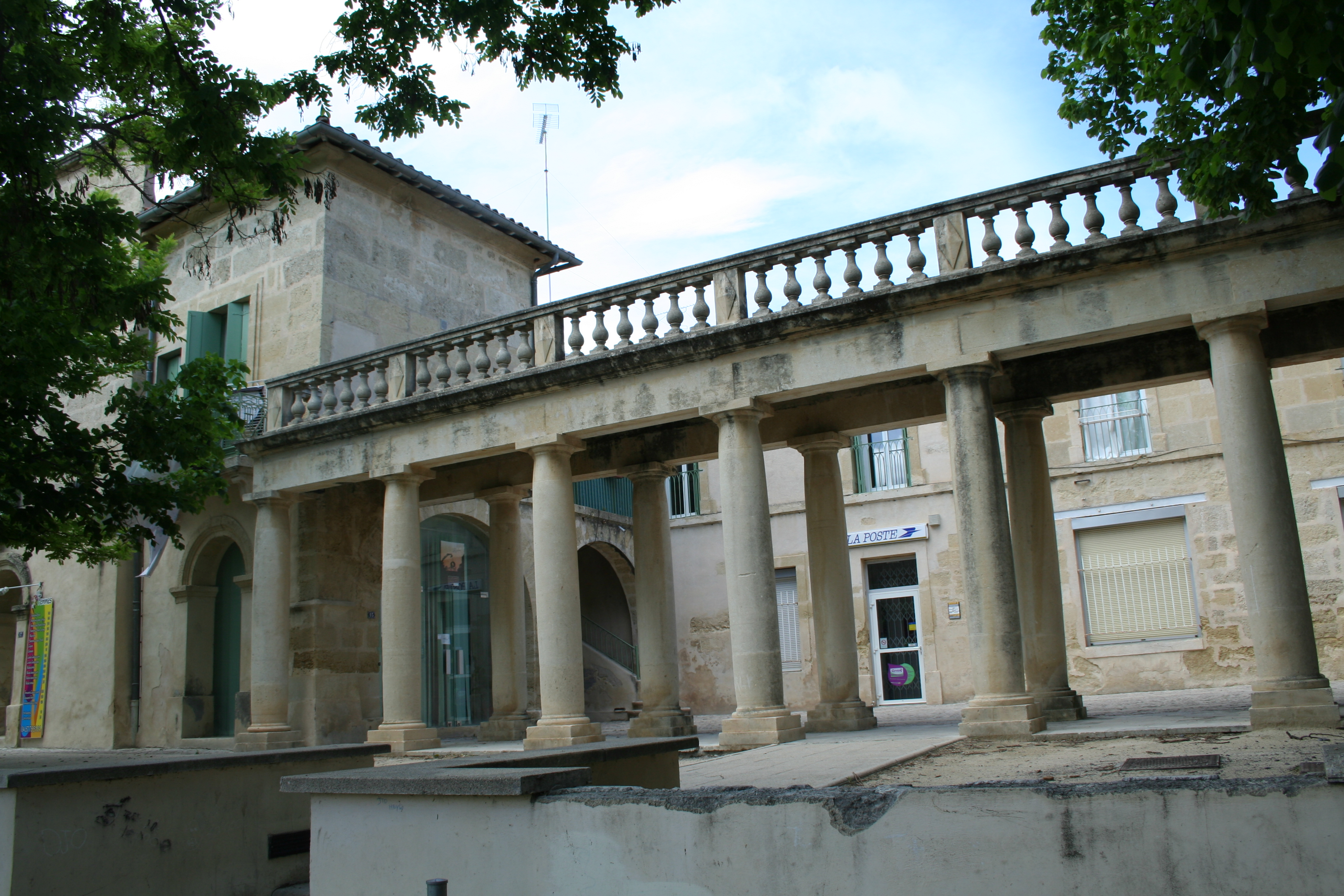
Colonnades du château du seigneur de Lavergne.
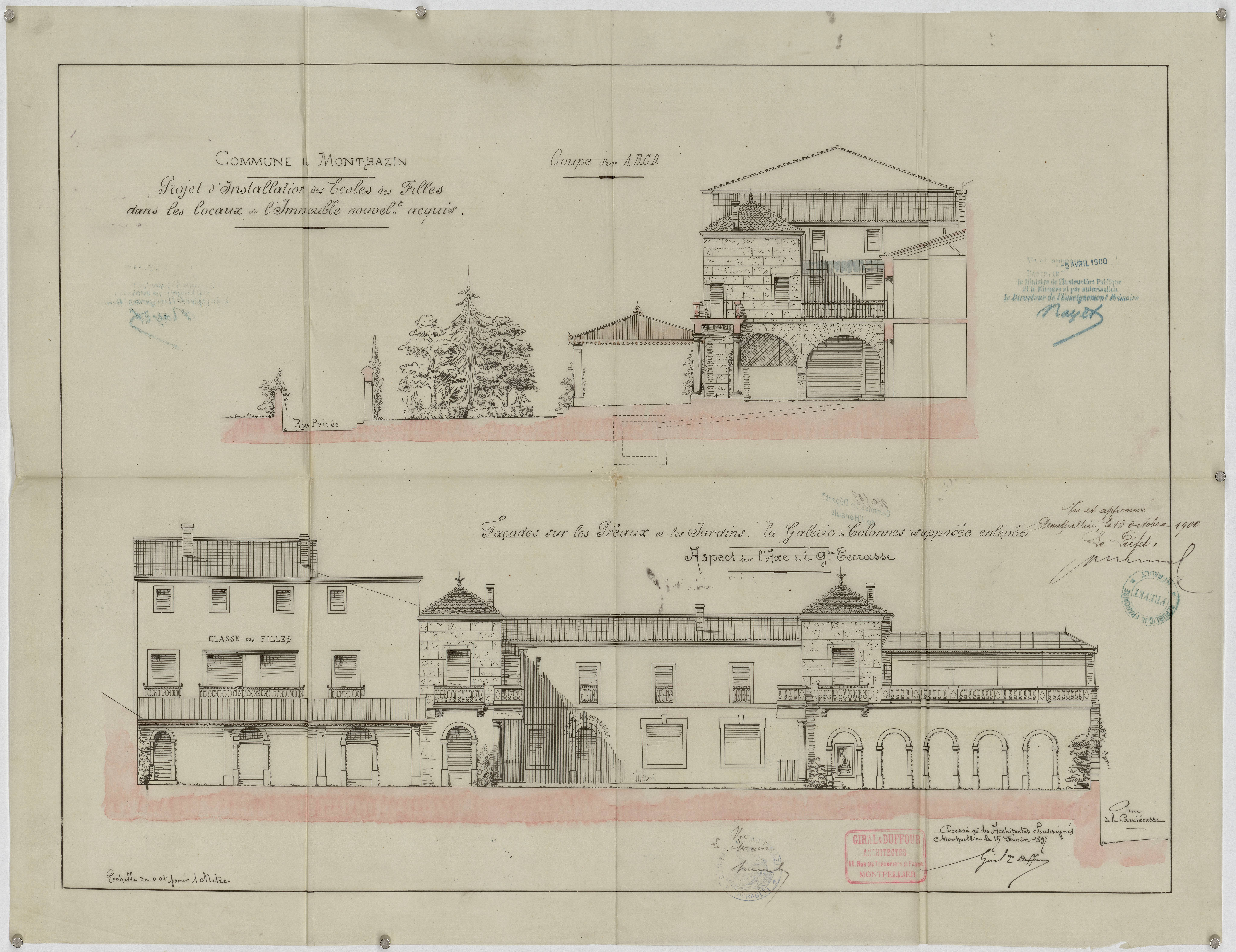
Montbazin. - Projet d'installation d'une école de filles : coupe, façades

### Personnalités liées à la commune
- Pierre-Paul Poulalion, dit le « poète boiteux », né à Montbazin le 29 juin 1801 poète et écrivain[36].
- Eugène Montel, né à Montbazin le 5 juin 1885, instituteur, journaliste et homme politique.
- Jocelyne Carmichael, née à Paris le 13 février 1935 et morte à Montbazin  le 9 novembre 2017, poétesse écrivaine, metteuse en scène1, actrice et militante française pour le droit des femmes.
- Pierre Marietan, né à Monthey, Suisse, le 23 septembre 1935, habite à Montbazin – compositeur et professeur.

### Héraldique
| Blason | Blasonnement : D'or au monde croisé d'azur chargé en cœur de la lettre B capitale d'argent surmontée d'un croissant du même. |